# Список серій телесеріалу «Піддослідні»
Піддослідні — американський серіал про трьох біонічних підлітків, що рятують світ і водночас вчаться в школі, де приховують, хто вони. Серіал показувався на Disney XD з 27 лютого 2012 по 2 лютого 2016. В цьому ж році вийшло продовження, під назвою: «Піддослідні: Елітна битва».

## Огляд серіалу
| Номер сезону | Кількість серій | Перший показ | Останній показ  |                  |
| ------------ | --------------- | ------------ | --------------- | ---------------- |
|              | 1               | 20           | 27 лютого 2012  | 5 листопада 2012 |
|              | 2               | 26           | 25 лютого 2013  | 14 січня 2014    |
|              | 3               | 26           | 17 лютого 2014  | 5 лютого 2015    |
|              | 4               | 24           | 18 березня 2015 | 3 лютого 2016    |

## Список серій

### 1 сезон
| ! № в цілому | № в сезоні | Назва                       | Режисер(и)      | Сценарист(и)             | Показ           | Код серії | Перегляди | |
| 1            | 1          | Crush, Chop, & Burn, Part 1 | Віктор Гонсалес | Кріс Пітерсон Брайан Мур | 27 лютого 2012  | 101       | 1.3       | Лео у секретній лабораторії свого вітчима знаходить трьох біонічних підлітків і вмовлює взяти їх в школу, але вони в перший же день створюють хаос. |
| 2            | 2          | Crush, Chop, & Burn, Part 2 | Віктор Гонсалес | Кріс Пітерсон Брайан Мур | 28 лютого 2012  | 102       | N/A       | Через проблеми біоніків, Девінфорд, відправляє їх в Арктику, а для Лео підсовує їх роботичні копії.                                                 |
| 3            | 3          | Commando App                | Віктор Гонзалес | Ґіґі МакКрірі Перрі Рейн | 5 березня 2012  | 103       | 1.16      | У школі, у Чейза сталася сутичка в школі через місце в кафетерії і у нього включився режим Спайка, через що він став божевільним.                   |
| 4            | 4          | Leo's Jam                   | Віктор Гонсалес | Хізер Фландерс           | 12 березня 2012 | 105       | 1.05      | Лео просить у Адама і Чейза допомоги, щоб піти на танцювальний вечір з дівчиною, яка йому сподобалася, але вона закохується у Адама.                |
| 5            | 5          | Rats on a Train             | Віктор Гонсалес | Кен Бланкштайн           | 19 березня 2012 | 107       | 0.86      | Підлітки получають їх перше завдання, «Зупинити поїзд», але коли Лео проходить зайцем, то ламає гальма і тепер їм треба імпровізувати.              |
| 6            | 6          | Smart and Smarter           | Ґай Дістад      | Кріс Пітерсон Брайан Мур | 23 квітня 2012  | 110       | 0.82      | Чейз відмовляється вірити, що у Адама є хороші ідеї і Адам вирішує поборотися за учня року, а тим часом Лео використовує Брі, як таксі.             |
| 7            | 7          | Exoskeleton vs. Grandma     | Віктор Гонсалес | Рон Раппапорт            | 30 квітня 2012  | 106       | 2.24      | Ташина мати приїжджає до них і Таша вдає ніби біонічні підлітки — це їх працівники.                                                                 |